# ختير دملجي
خِتَّير دُمْلُجِيّ (الاسم العلمي: Cortinarius collinitus)، نوع فطريات من جنس الختير وفصيلة الختيريات. يوجد في حراج الصنوبريات. لحميته كاعنة الصنف لا تؤكل.